# Dardanus scutellatus
Dardanus scutellatus is een tienpotigensoort uit de familie van de Diogenidae. De wetenschappelijke naam van de soort is voor het eerst geldig gepubliceerd in 1848 door H. Milne Edwards.